# ليزك

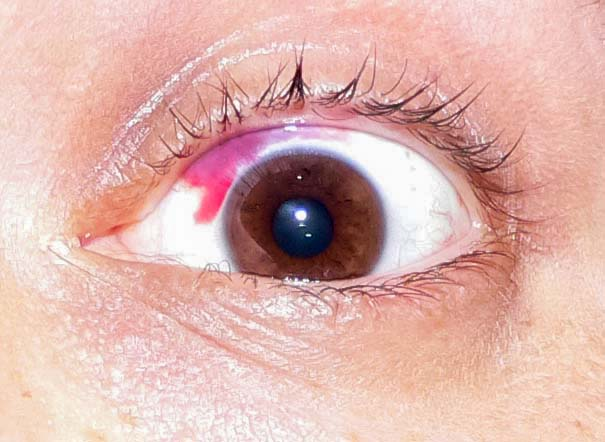
من الأعراض الجانبية الشائعة بعد عملية الليزك نزيف مؤقت تحت الملتحمة

تعنى كلمة الليزك تعديل شكل القرنية باستعمال الليزر فتستعمل أداة دقيقة
تسمى الميكروكيراتوم لإزالة طبقة رقيقة من سطح القرنية عدا جزء صغير
منها يبقيها متصلة بالعين ويتم إبعاده للخلف، (ويمكن إجراء هذه الخطوة أيضا بالفمتوليزر أو مايسمى بالإنتراليزك) ويستعمل بعد ذلك الإكزايمر ليزر لا زالة
جزء من النسيج الداخلي للقرنية (يتم تقديره حسب نوع ودرجة عيب الإبصار)
ويتم بعد ذلك إعادة الطبقة السطحية للقرنية لوضعها الطبيعي
لتلتحم بدون الحاجة لأية غرز جراحية.

## النجاح الجراحي في ثواني باستعمال الليزك
- الخطوة الأولى: رغم إنك ستظل مستيقظاً طوال جراحة الليزك إلا أنك لن تشعر بأي ألم، فبعد وضع محلول مخدر بالعين يتم إبعاد الجفون عن بعضها برفق باستعمال أداة طبية.
- الخطوة الثانية: توضع حلقة صغيرة ماصة حول القرنية لتعمل كقاعدة لجهاز الميكروكيراتوم.
- الخطوة الثالثة: يفصل سطح القرنية الخارجي باستعمال الميكروكيراتوم، ويتم ثنيه للأعلى.
- الخطوة الرابعة: سيطلب الطبيب منك النظر لضوء متقطع احمر بينما يقوم الإكزيمر ليزر بتعديل شكل القرنية الداخلي وتستمر هذه الخطوة من ثوان إلى دقيقتين حسب درجة التعديل الضرورية.
- الخطوة الخامسة: يعاد سطح القرنية الخارجي إلى مكانه الطبيعي ويترك ليجف لعدة دقائق.
- الخطوة السادسة: قد ينصح الطبيب باٍستعمال بعض أنواع القطرات أو تغطية العين لحمايتها.

وقد تشعر بعدم وضوح الرؤية بشكل بسيط ولذلك يفضل أن يكون معك أحد أقاربك أو
أصدقائك ليصطحبك للمنزل. وسينصحك الطبيب بالاسترخاء لبقية اليوم.
وكما ترى فإن تصحيح النظر بالليزك إجراء فعال وسريع وغير مؤلم أبدا، وذلك حسب درجة التصحيح فلدى بعض الاشخاص قد يستمر بعض الالم، والشعور بالانزعاج لعدة أيام وسينصح الطبيب بالاسترخاء والاستعانة بالمسكن وتعتبر بشكل عام عملية في غاية الامان مع الاستشاري المتمكن من ذلك.

## أنواع قصور الإبصار المختلفة
- قصر النظر
- طول النظر
- الأستجماتزم